# Grassatores
Grassatores – infrarząd pajęczaków z rzędu kosarzy. Najbardziej różnorodny infrarząd w podrzędzie Laniatores. Zawiera ponad 3 500 gatunków.

## Opis
Charakteryzują się posiadaniem męskich narządów płciowych, nie zawierających mięśni, działających dzięki ciśnieniu płynów fizjologicznych, oraz posiadaniem podwójnych tarczkowych pazurków tylnych odnóży.

## Występowanie
Infrarząd występuje w miejscach charakteryzujących się klimatem tropikalnym.

## Systematyka - nadrodziny
- Assamioidea - Sørensen, 1886
- Phalangodoidea - Simon, 1879
- Samooidea - Sørensen, 1886
- Zalmoxoidea - Sørensen, 1886
- Gonyleptoidea - Sundevall, 1833